# Selección de voleibol de Suecia
La Selección de voleibol de Suecia (en sueco Sveriges herrlandslag i volleyboll) es el equipo masculino representativo de voleibol de Suecia en las competiciones internacionales organizadas por la Confederación Europea de Voleibol (CEV), la Federación Internacional de Voleibol (FIVB) o el Comité Olímpico Internacional (COI). La organización de la selección está a cargo de la Svenska Volleybollförbundet. 

## Historia
La selección de Suecia ha vivido su época dorada entre la mitad de los años 80 y la mitad de los 90 cuando logró participar en los   Juegos Olímpicos de Seúl 1988 acabando en séptimo lugar  y en los Mundiales de Brasil 1990 y Grecia 1994 (última participación a una competición internacional hasta la fecha) clasificándose en 10.º y 13.eɽ lugar. Ha obtenido mejor registros en el  Campeonato Europeo, competición en la cual ha debutado en 1967 y participado por cinco ediciones consecutivas entre 1985 y 1993. En la edición organizada en Estocolmo en 1989  llegó hasta la final tras derrotar a la todopoderosa Unión Soviética en la semifinal; sin embargo fue derrotada por Italia por 3-1.

## Historial
| - Tokío 1964: No clasificada - México 1968: No clasificada - Múnich 1972: No clasificada - Montreal 1976: No clasificada | - Moscú 1980: No clasificada - Los Ángeles 1984: No clasificada - Seúl 1988: 7° - Barcelona 1992: No clasificada | - Atlanta 1996: No clasificada - Sídney 2000: No clasificada - Atenas 2004: No clasificada - Pekín 2008: No clasificada | - Londres 2012: No clasificada - Río de Janeiro 2016: |

| \| - 1949: No clasificada - 1952: No clasificada - 1956: No clasificada - 1960: No clasificada - 1962: No clasificada \| - 1966: No clasificada - 1970: No clasificada - 1974: No clasificada - 1978: No clasificada - 1982: No clasificada \| - 1986: No clasificada - 1990: 10 - 1994: 13 - 1998: No clasificada - 2002: No clasificada \| - 2006: No clasificada - 2010: No clasificada - 2014: No clasificada - 2018: \| | |                                                                                            |                                                                              |
| - 1949: No clasificada - 1952: No clasificada - 1956: No clasificada - 1960: No clasificada - 1962: No clasificada | - 1966: No clasificada - 1970: No clasificada - 1974: No clasificada - 1978: No clasificada - 1982: No clasificada | - 1986: No clasificada - 1990: 10 - 1994: 13 - 1998: No clasificada - 2002: No clasificada | - 2006: No clasificada - 2010: No clasificada - 2014: No clasificada - 2018: |

| - 1949: No clasificada - 1952: No clasificada - 1956: No clasificada - 1960: No clasificada - 1962: No clasificada | - 1966: No clasificada - 1970: No clasificada - 1974: No clasificada - 1978: No clasificada - 1982: No clasificada | - 1986: No clasificada - 1990: 10 - 1994: 13 - 1998: No clasificada - 2002: No clasificada | - 2006: No clasificada - 2010: No clasificada - 2014: No clasificada - 2018: |

| Liga Mundial          |
| --------------------- |
| - Sin participaciones |

| \| - 1948: No clasificada - 1950: No clasificada - 1951: No clasificada - 1955: No clasificada - 1958: No clasificada - 1963: No clasificada - 1967: 16° - 1971: 17° \| - 1975: No clasificada - 1977: No clasificada - 1979: No clasificada - 1981: No clasificada - 1983: No clasificada - 1985: 9° - 1987: 4° - 1989: 2° \| - 1991: 10° - 1993: 12° - 1995: No clasificada - 1997: No clasificada - 1999: No clasificada - 2001: No clasificada - 2003: No clasificada - / 2005: No clasificada \| - 2007: No clasificada - 2009: No clasificada - / 2011: No clasificada - / 2013: No clasificada - / 2015: No clasificada \| | | | |
| - 1948: No clasificada - 1950: No clasificada - 1951: No clasificada - 1955: No clasificada - 1958: No clasificada - 1963: No clasificada - 1967: 16° - 1971: 17° | - 1975: No clasificada - 1977: No clasificada - 1979: No clasificada - 1981: No clasificada - 1983: No clasificada - 1985: 9° - 1987: 4° - 1989: 2° | - 1991: 10° - 1993: 12° - 1995: No clasificada - 1997: No clasificada - 1999: No clasificada - 2001: No clasificada - 2003: No clasificada - / 2005: No clasificada | - 2007: No clasificada - 2009: No clasificada - / 2011: No clasificada - / 2013: No clasificada - / 2015: No clasificada |

| Copa Mundial          |
| --------------------- |
| - Sin participaciones |

### Otras competiciones
| Liga Europea          |
| --------------------- |
| - Sin participaciones |